# 東栄町立東部小学校
東栄町立東部小学校（とうえいちょうりつとうぶしょうがっこう）は、かつて愛知県北設楽郡東栄町にあった小学校。1990年（平成2年）4月1日に東栄町立下川小学校と東栄町立東薗目小学校が統合して開校したが、2010年（平成22年）3月31日をもって廃校となり、東栄町の小学校は東栄町立東栄小学校のみとなった。廃校後の校舎は「東栄町体験交流館のき山学校」として活用されている。

## 歴史

### 小学校時代

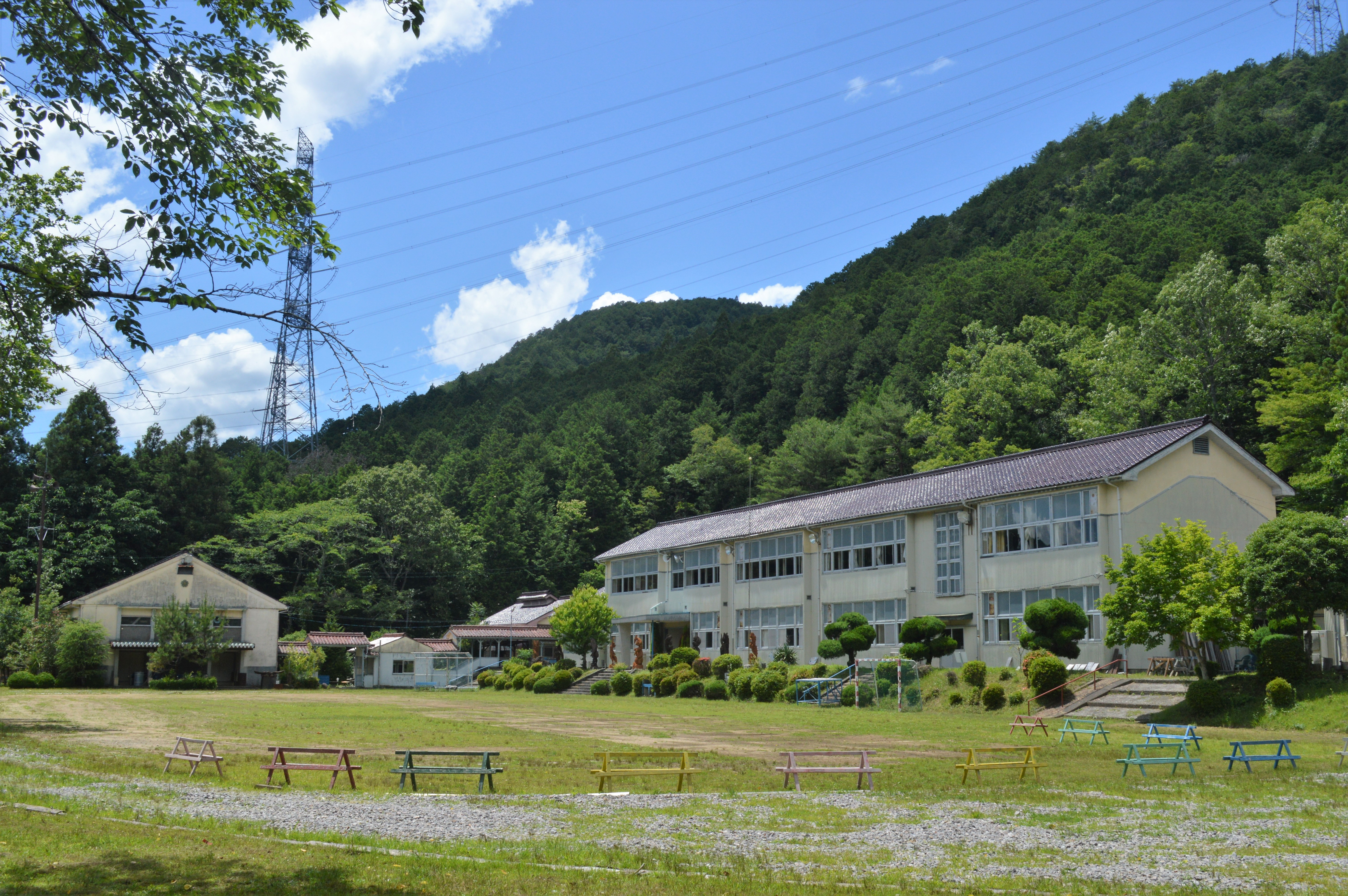
1955年竣工の校舎とグラウンド

前身の学校は1875年（明治8年）に設立された2校の学校（後の東薗目小学校と下川小学校）にさかのぼり、いずれも神社の境内に設置された学校だった。当地は北設楽郡下川村に含まれており、1955年（昭和30年）には本郷町・下川村・御殿村・園村が合併して東栄町が発足した。同年には東栄町立下川小学校の校舎として、廃校まで使用する木造2階建の建物が建設された。1990年（平成2年）4月1日には下川小学校と東栄町立東薗目小学校が統合され、下川小学校の校地に東栄町立東部小学校が開校した。
校地の面積は約18,000平方メートル。校地には地域住民の手によって作られたアスレチック施設「のきやまランド」や「マウンテンバイクコース」などがある。休日には学校図書館「なんだべや」が地域住民に開放される。開校した1990年度（平成2年度）の児童数は90人。1992年度（平成4年度）には東海三県学校図書館奨励賞総合優秀賞を受賞した。1996年度（平成8年度）には花いっぱいコンクール愛知県知事賞を受賞した。1997年度（平成9年度）の児童数は59人。
2000年代初頭の東栄町には7校の小学校があったが、2002年に東栄町は最終的に7校を1校とする統合計画を策定した。2005年3月には東栄町教育委員会が新校地の検討を開始し、東栄グリーンハウス敷地内などの候補も上がったものの、東栄町立東栄中学校への併設を決定した。2010年3月27日には東部小学校の閉校式が行われた。最終年度の児童数は42人。2009年度末をもって東栄町立東栄小学校、東栄町立奈根小学校、東部小学校の3校が統合され、2010年度には東栄町の小学校が東栄小学校の1校のみとなった。
| 北設楽郡東栄町の小学校 | 北設楽郡東栄町の小学校 | 北設楽郡東栄町の小学校 | 北設楽郡東栄町の小学校 | 北設楽郡東栄町の小学校 | 北設楽郡東栄町の小学校 | 北設楽郡東栄町の小学校 | 北設楽郡東栄町の小学校 | 北設楽郡東栄町の小学校 |
| 開校年                 | 閉校年                 | 1955年 東栄町発足      | 1960年                 | 1964年                 | 1990年                 | 2006年                 | 2007年                 | 2010年                 |
| ---------------------- | ---------------------- | ---------------------- | ---------------------- | ---------------------- | ---------------------- | ---------------------- | ---------------------- | ---------------------- |
| 1873年                 | 1960年                 | 東栄町立本郷小学校     | 1960年開校 中央小学校  | 中央小学校             | 中央小学校             | 2006年開校 東栄小学校  | 東栄小学校             | 東栄小学校             |
| 1874年                 | 1960年                 | 東栄町立西薗目小学校   | 1960年開校 中央小学校  | 中央小学校             | 中央小学校             | 2006年開校 東栄小学校  | 東栄小学校             | 東栄小学校             |
| 1876年                 | 1990年                 | 東栄町立足込小学校     | 足込小学校             | 足込小学校             | 中央小学校             | 2006年開校 東栄小学校  | 東栄小学校             | 東栄小学校             |
| 1875年                 | 1990年                 | 東栄町立御園小学校     | 御園小学校             | 御園小学校             | 中央小学校             | 2006年開校 東栄小学校  | 東栄小学校             | 東栄小学校             |
| 1873年                 | 2006年                 | 東栄町立月小学校       | 月小学校               | 月小学校               | 月小学校               | 2006年開校 東栄小学校  | 東栄小学校             | 東栄小学校             |
| 1875年                 | 2006年                 | 東栄町立中設楽小学校   | 中設楽小学校           | 中設楽小学校           | 中設楽小学校           | 2006年開校 東栄小学校  | 東栄小学校             | 東栄小学校             |
| 1873年                 | 2007年                 | 東栄町立粟代小学校     | 粟代小学校             | 粟代小学校             | 粟代小学校             | 粟代小学校             | 東栄小学校             | 東栄小学校             |
| 1882年                 | 1964年                 | 東栄町立小林小学校     | 小林小学校             | 粟代小学校             | 粟代小学校             | 粟代小学校             | 東栄小学校             | 東栄小学校             |
| 1873年                 | 2007年                 | 東栄町立古戸小学校     | 古戸小学校             | 古戸小学校             | 古戸小学校             | 古戸小学校             | 東栄小学校             | 東栄小学校             |
| 1875年                 | 1990年                 | 東栄町立東薗目小学校   | 東薗目小学校           | 東薗目小学校           | 1990年開校 東部小学校  | 東部小学校             | 東部小学校             | 東栄小学校             |
| 1875年                 | 1990年                 | 東栄町立下川小学校     | 下川小学校             | 下川小学校             | 1990年開校 東部小学校  | 東部小学校             | 東部小学校             | 東栄小学校             |
| 1873年                 | 2010年                 | 東栄町立奈根小学校     | 奈根小学校             | 奈根小学校             | 奈根小学校             | 奈根小学校             | 奈根小学校             | 東栄小学校             |

### 閉校後

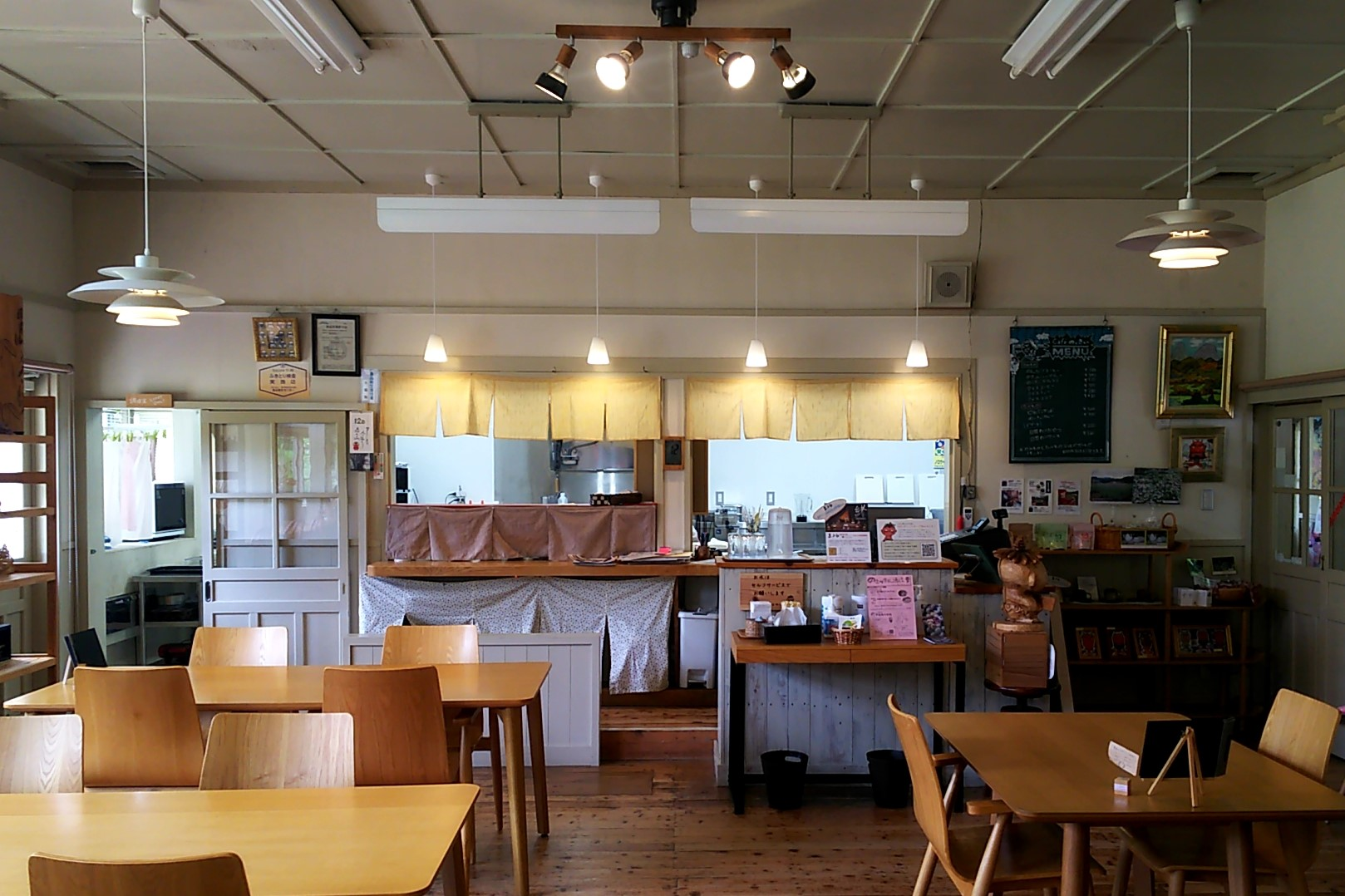
理科室を改修した「Caféのっきぃ」

2014年（平成26年）には愛知県の助成を受けてNPO法人「てほへ」が、東部小学校の旧校舎を都市と山村の交流拠点施設として活用するプロジェクトを開始した。改装された旧校舎は「東栄町体験交流館のき山学校」と名付けられ、同年5月18日に“開校式”が催された。山村の食文化、伝統芸能、農林業などをテーマとする体験講座などが開催されている。
2015年（平成27年）5月24日にはかつての図工・理科室棟（木造平屋建）を改装し、東栄町図書室「のき山文庫」と「Caféのっきぃ」がオープンした。事業費の半分は国の集落活性化推進事業の補助金で賄われているほか、東栄町は2600万円を支出している。2009年に閉鎖された奥三河青年の家に蔵書数約500冊の図書室があったが、隣接する東栄グリーンハウスの管理人に開錠してもらう必要があり、月間利用者は5-6人にとどまっていた。奥三河青年の家の図書室の蔵書の一部がのき山学校に移されている。